# Sugar Creek (Tuscarawas River)
Der Sugar Creek ist ein 72 km langer rechter Nebenfluss des Tuscarawas Rivers im nordöstlichen US-Bundesstaat Ohio. Er entwässert ein Gebiet von 945 km² und gehört zum Flusssystem des Mississippi River. Der Abfluss erfolgt über den Tuscarawas River, Muskingum River, Ohio River und Mississippi River in den Golf von Mexiko.
Der Sugar Creek entspringt sechs Kilometer nördlich der Ortschaft Wooster im zentralen Wayne County auf 349 m Höhe. Er fließt generell in südöstlicher Richtung durch die Countys Wayne, Stark und Tuscarawas und erreicht die Mündung in den Tuscarawas River auf 270 m Höhe am südwestlichen Stadtrand von Dover. Zu wichtigsten Nebenflüssen des Sandy Creek zählen der Little Sugar Creek, der North Fork Sugar Creek, der Middle Fork Sugar Creek und der South Fork Sugar Creek. Das Einzugsgebiet des Sugar Creeks besteht zu 49 % aus Ackerland, 28 % aus Wald und 18 % aus Wiesen und Viehweiden, während die restlichen 5 % urbanisiert sind oder aus Wasserflächen und Feuchtgebieten bestehen.
Das United States Army Corps of Engineers errichtete 1936 südöstlich von Beach City knapp unterhalb der Mündung des South Fork zum Schutz vor Hochwasser den Beach City Dam, der den 1,7 km² großen Beach City Lake aufstaut.
Der Sugar Creek trug dem Geographic Names Information System zufolge in seiner Geschichte verschiedene Namen, darunter Margarets Creek und Margrets Creek.